# 迪維克 (路易斯安那州)
迪維克（英語：Duvic）是位於美國路易斯安那州普拉克明茲堂區的一個非建制地區。

## 地理
迪維克所處的海拔為高於海平面-1米（即-3英呎），而該地所採用的時區為UTC-6，即北美中部時區（CST）。同時該地設有夏令時間，為UTC-6調快一小時，即UTC-5（CDT）。